# Šarovce
Šarovce jsou obec na Slovensku v okrese Levice.

## Polohopis
Na pravé straně Hronu, v jihovýchodní části okresu se rozprostírá na ploše 2 500 ha obec Šarovce, které patří tři katastrální území: Velké Šarovce, Malé Šarovce a Veselá. Počet obyvatel v obci je 1635, jsou to občané slovenské, maďarské a romské národnosti. Obec Šarovce má výhodnou geografickou polohu, nachází se v blízkosti termálních koupališť: 10 km od Santovky, 15 km od Markéty a Ilony, 25 km od Podhájské a 30 km od Štúrova.

## Symboly obce

### Obecní znak
V červeném štítě nad zlatou sem hladicí ovčí hlavou obrácený zlatý pluh s kolečky a stříbrnými radlicemi, převýšený zlatým, dvěma povřísly převázaným snopem. Znamení je vloženo do dolu zaobleného tzv. pozdně heraldického štítu.

### Pečeť obce Šarovce
Pečeť obce Šarovce tvoří znak obce s nápisem: "OBEC Šarovce"

### Vlajka obce Šarovce
Vlajka obce Šarovce sestává ze sedmi podélných pruhů v barvách bílé (1/9), červené (1/9), žluté (2/9), červené (1/9), žluté (2/9), červené (1/9 ) a bílé (1/9). Vlajka má poměr stran 2: 3 a je ukončena třemi cípy, tj. dvěma zástřihy, sahajícími do třetiny její listu.

## Kultura a zajímavosti

### Památky
- Římskokatolický kostel sv. Andělů strážců, jednoduchá jednolodní stavba se segmentovým ukončením presbytáře a představěnou věží z let 1768–1778. Stojí na místě staršího raně gotického chrámu z 13. století. Interiér je zaklenut pruskou klenbou. Nachází se zde původní gotická křtitelnice, oltářní obraz anděla strážce ve stylu luiséz z konce 18. století, kazatelna ve stejném stylu je z roku 1779. [2] Fasády věže kostela jsou členěny kordonovými římsami a lizénovými rámy, ukončena je jehlancovou helmicí.

- Reformovaný kostel, jednolodní klasicistní stavba s pravoúhlým ukončením presbytáře a představěnou věží z roku 1780. V roce 1832 byl rozšířen, věž byla dostavěna v roce 1899. Interiér je zaklenut valenou klenbou. Nachází se zde dřevěná empora s varhanami a stůl Páně z roku 1832. [3] Fasády kostela jsou členěny pilastry, věž je dekorovaná bosáží. Rezonanční otvory jsou půlkruhový ukončeny, věž je zakončena jehlancovou helmicí.